# (13150) Paolotesi
(13150) Paolotesi est un astéroïde de la ceinture principale.

## Description
(13150) Paolotesi est un astéroïde de la ceinture principale. Il fut découvert le 23 mars 1995 à San Marcello Pistoiese par Luciano Tesi et Andrea Boattini. Il présente une orbite caractérisée par un demi-grand axe de 3,12 UA, une excentricité de 0,15 et une inclinaison de 17,3° par rapport à l'écliptique.

## Compléments